# أمينو ساني
أمينو ساني (بالإنجليزية: Aminu Sani)‏ هو لاعب كرة قدم نيجيري في مركز الوسط، ولد في 14 مايو 1980 في لاغوس في نيجيريا. لعب مع أتالانتا وكلوب بروج ونادي بروكسل ونادي هبوعيل بئر السبع.